# Regioni metropolitane della Germania

Le regioni metropolitane della Germania

Le regioni metropolitane della Germania sono le aree più densamente popolate della Repubblica federale. Comprendono le maggiori città tedesche, per grandezza e importanza internazionale, con le circostanti aree metropolitane, e costituiscono i motori dello sviluppo sociale ed economico del paese.
La Comunità europea riconosceva le regioni metropolitane europee come quelle che hanno un ruolo chiave in questo sviluppo. In Germania sono state definite e organizzate nel 1995 dal governo federale e hanno funzioni di decisione e controllo, di impulso allo sviluppo scientifico, culturale e tecnologico, di centro di distribuzione della conoscenza e dell'informazione.
L'importanza delle diverse regioni metropolitane è dovuta ad aspetti differenti. Le regioni più importanti sono:
- Berlino (importanza politica)
- Francoforte sul Meno (importanza economico-finanziaria e nel trasporto passeggeri)
- Monaco di Baviera (importanza nell'ambito tecnologico e scientifico)
- Colonia e l'agglomerato del Düsseldorf/Reno-Ruhr (importanza per numero di abitanti e industria)
- Amburgo (importanza nel trasporto merci)

## Elenco delle regioni metropolitane della Germania
Le regioni metropolitane ufficialmente riconosciute sono undici:
1. Regione metropolitana di Berlino-Brandeburgo.
2. Regione metropolitana di Brema-Oldenburg.
3. Regione metropolitana di Amburgo.
4. Regione metropolitana di Hannover-Braunschweig-Gottinga-Wolfsburg
5. Regione metropolitana della Germania centrale.
6. Regione metropolitana di Monaco.
7. Regione metropolitana di Nürnberg-Erlagen-Fürth.
8. Regione metropolitana di Reno-Meno o di Francoforte/Reno-Meno.
9. Regione metropolitana Reno-Neckar o di Mannheim-Ludwigshafen.
10. Regione metropolitana Reno-Ruhr, che comprende la regione della Ruhr.
11. Regione metropolitana di Stoccarda.